# Un soupçon
Production
Diffusion
Un soupçon est une série télévisée française réalisée par Philippe Dajoux d'après un scénario de Franck Ollivier, et diffusée en France à partir du 16 octobre 2024 sur France 2.
Cette fiction, qui est tirée d'une histoire vraie, est une coproduction de la société Épisode Productions (JLA Groupe) et de France Télévisions pour France 2,,, réalisée avec la participation de la Radio télévision suisse (RTS), de TV5 Monde et d'AB3.

## Synopsis
Pascal Dubreuil meurt dans l'incendie de sa voiture. Très vite les soupçons de la capitaine de gendarmerie Mathilde Delboscq se portent sur sa femme, Isabelle Dubreuil.
L'enquête tourne à l'affrontement psychologique entre les deux femmes et révèle progressivement le sombre passé d'Isabelle Dubreuil, qui apparaît petit à petit être une mante religieuse qui a tué l'un après l'autre ses maris successifs.

## Distribution

### Police
- Joyce Bibring : capitaine de gendarmerie Mathilde Delboscq
- Laurent Gamelon : colonel Vasseur
- Malik Elakehal El Miliani : lieutenant Karim Venturi
- Vincent Jouan : lieutenant Jean-Louis Revault
- Alexandre Thibault : commissaire Benameur
- François-Dominique Blin : ancien lieutenant Cyrille Lasalle

### Justice
- Franck Adrien : procureur Saunier
- Gilbert Traïna : le président du tribunal
- Laurent Mouton : Maître Costa

### Isabelle Dubreuil et son entourage
- Odile Vuillemin : Isabelle Dubreuil
- Cyril Lecomte : Pascal Dubreuil, le mari d'Isabelle
- Yann Sundberg : Antoine Garault, ancien mari d'Isabelle Dubreuil
- Paul Le Bourdon : Romain Garault, le fils d'Isabelle et Antoine
- Maïra Schmitt : Louise Dubreuil, la fille de Pascal
- Roméo Mariani : Jérémie Dubreuil, le fils de Pascal
- Aurélie Vaneck : Julie Alban, la secrétaire et la maîtresse de Pascal Dubreuil
- Guillaume Denaiffe : Lionel Bernard, l'amant d'Isabelle

### Entourage de Mathilde Delboscq
- Roby Schinasi : Hugo, le compagnon de Mathilde
- Fred Bianconi : Jérôme Delboscq, le père de Mathilde
- Floriane Jourdain : Clara Delboscq, l'épouse de Jérôme

## Production

### Genèse et développement
La série, dont les titres initiaux étaient Au-dessus de tout soupçon et Isabelle, est créée et écrite par Franck Ollivier et réalisée par Philippe Dajoux,,,,,.
Odile Vuillemin précise : « C'est une histoire inspirée de faits réels, qui raconte le destin d'une femme suspectée d'avoir tué plusieurs de ses maris »,.
Le scénariste Franck Ollivier s'est inspiré de plusieurs cas de veuve noire : « Je puise beaucoup dans les faits divers. J'y ai croisé plusieurs affaires de ce type. Ça a stimulé mon imaginaire. J'ai fait une sorte de synthèse. Je ne voulais pas que l'argent soit le mobile : ce n'est pas très intéressant et ça ne fait pas de beaux personnages de criminels. Je devais trouver des sentiments plus profonds, plus tordus, qui révèlent des facettes plus sombres de l'humanité. D'autant que ces femmes, souvent, sont décrites comme enjouées, vivantes, insoupçonnables, ce qui leur permet sans doute de passer à travers les mailles du filet ».
La production est assurée par Richard Berkowitz et Mathieu Delarive.

### Tournage
Le tournage de la série a lieu du 18 septembre au 10 novembre 2023 dans le département français des Bouches-du-Rhône en région Provence-Alpes-Côte d'Azur, en particulier à Aix-en-Provence, Aubagne, Auriol, Marseille, Martigues, Pertuis et au Puy-Sainte-Réparade,,,,.

### Fiche technique
Sauf indication contraire, les informations mentionnées dans cette section peuvent être confirmées par la base de données cinématographiques Allociné,  présente dans la section « Liens externes ».
- Titre français : Un soupçon
- Genre : Drame, Thriller[3]
- Production : Richard Berkowitz et Mathieu Delarive
- Sociétés de production : Épisode Productions et France Télévisions[2],[3]
- Réalisation : Philippe Dajoux[1],[2],[5],[6],[7]
- Scénario : Franck Ollivier[1],[2],[5],[6],[7],[8]
- Musique : Jean-Pierre Taïeb[4]
- Décors : Alexandre Marcault[4]
- Costumes : Mélanie Gautier[4]
- Photographie : Bruno Rosanvallon[4]
- Son : Karim Belfitah
- Montage : Antony Bellagamba[4]
- Maquillage : Turid Follvik
- Coiffure : Frédéric Zaïd
- Pays de production :  France
- Langue originale : français
- Format : couleur
- Nombre de saisons : 1
- Nombre d'épisodes[2],[6],[7] : 4
- Durée : 52 minutes[2],[6],[7]
- Dates de première diffusion : 
  - France : 16 octobre 2024 sur France 2[4],[11],[12]

## Accueil

### Audiences et diffusion

#### En France
En France, la série est diffusée le mercredi à 21 h 05 sur France 2 par salve de deux épisodes les 16 et 23 octobre 2024.
| Épisode              | Diffusion                | Diffusion            | Audience moyenne          | Audience moyenne                       | Audience moyenne         | Audience moyenne | Réf.   |
| Épisode              | Jour                     | Horaire              | Nombre de téléspectateurs | Part de marché (sur les 4 ans et plus) | Part de marché (FRDA-50) | Classement       | Réf.   |
| -------------------- | ------------------------ | -------------------- | ------------------------- | -------------------------------------- | ------------------------ | ---------------- | ------ |
| 1                    | Mercredi 16 octobre 2024 | 21 h 05 - 21 h 55    | 3 970 000                 | 19,8 %                                 | 5,7 %                    | 1er              | [ 13 ] |
| 2                    | Mercredi 16 octobre 2024 | 21 h 55 - 22 h 45    | 3 800 000                 | 21 %                                   | 5,7 %                    | 1er              | [ 13 ] |
| 3                    | Mercredi 23 octobre 2024 | 21 h 05 - 21 h 50    | 3 010 000                 | 14,8 %                                 | 5,7 %                    | 2e               | [ 14 ] |
| 4                    | Mercredi 23 octobre 2024 | 21 h 50 - 22 h 40    | 3 000 000                 | 16,1 %                                 | 5,7 %                    | 2e               | [ 14 ] |
|                      |                          |                      |                           |                                        |                          |                  |        |
| Moyenne de la saison | Moyenne de la saison     | Moyenne de la saison | 3 450 000                 | 17,9 %                                 | 5,7 %                    |                  | [ 15 ] |

- Les plus hauts chiffres d'audience
- Les plus bas chiffres d'audience

### Accueil critique
Florian Lautré, du site Allociné, est assez positif : « Odile Vuillemin impressionne dans ce rôle de femme faussement douce et chaleureuse mais véritablement dure et glaciale. Le personnage d'Isabelle présente une ambivalence assez fascinante grâce à l'interprétation subtile de la comédienne ».
Pour Caroline Constant, du journal L'Humanité, « Les deux comédiennes, Odile Vuillemin, en monstre froid, et Joyce Bibring, y sont formidables. Sans révolutionner le genre, Un soupçon est un très bon polar psychologique ».
Télé-Loisirs va dans le même sens : « Ne révolutionnant pas le genre du thriller, l'écriture des quatre épisodes de la série écrite par Franck Ollivier suscite malgré tout l'intérêt par une tonalité moderne, apportée par l'ambiguité du duel musclé entre la suspecte et l'enquêtrice principale ».
Pour Jean-Christophe Nurbel, du site Bulles de culture, « Si Un soupçon paraît, au départ, être une banale fiction policière sérielle avec son panel de suspect.e.s et de proches endeuillé.e.s, campé.e.s par un bon casting, il se révèle être un captivant et intrigant thriller dès que l'épouse, au-dessus de tout soupçon, devient de plus en plus suspecte ».